# 曼努埃爾·菲奧·克魯茲公共圖書館

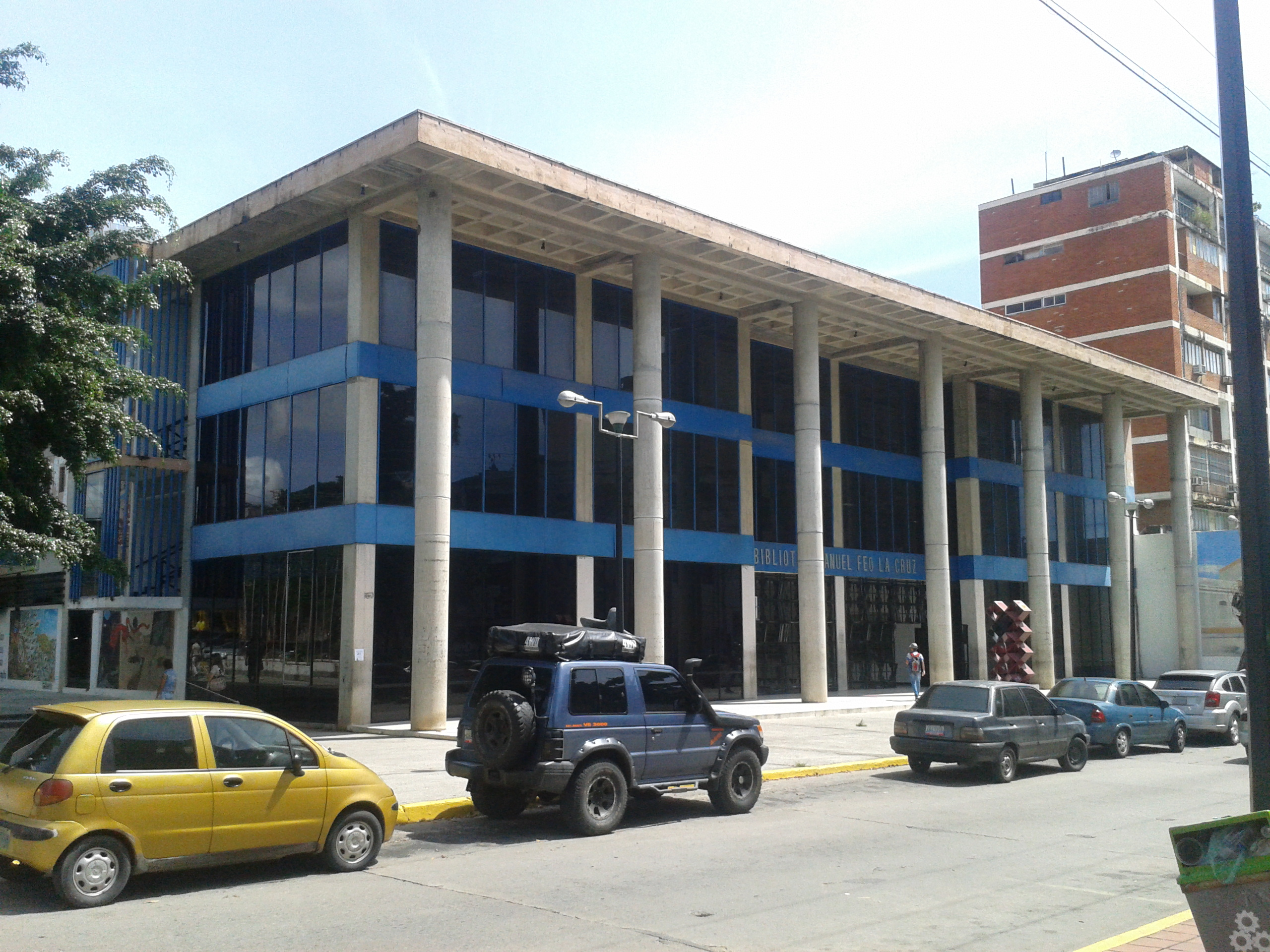
曼努埃爾·菲奧·克魯茲公共圖書館

曼努埃爾·菲奧·克魯茲公共圖書館（西班牙語：Biblioteca Pública Manuel Feo La Cruz）是委內瑞拉瓦倫西亞的主要公共圖書館。19世紀末，它被稱為「卡拉沃沃公共圖書館」，後以該地區律師和文人曼努埃爾·菲奧·克魯茲的名字更名。由於COVID-19疫情影響，該館已經暫停營業。